# Yves Devillers
Yves Devillers (18 de agosto de 1948) es un deportista francés que compitió en vela en la clase Europe. Ganó una medalla de bronce en el Campeonato Mundial de Europe de 1969.

## Palmarés internacional
| Campeonato Mundial | Campeonato Mundial | Campeonato Mundial | Campeonato Mundial |
| Año                | Lugar              | Medalla            | Clase              |
| ------------------ | ------------------ | ------------------ | ------------------ |
| 1969               | Tolón (Francia)    | Medalla de bronce  | Europe             |